# Крижмо

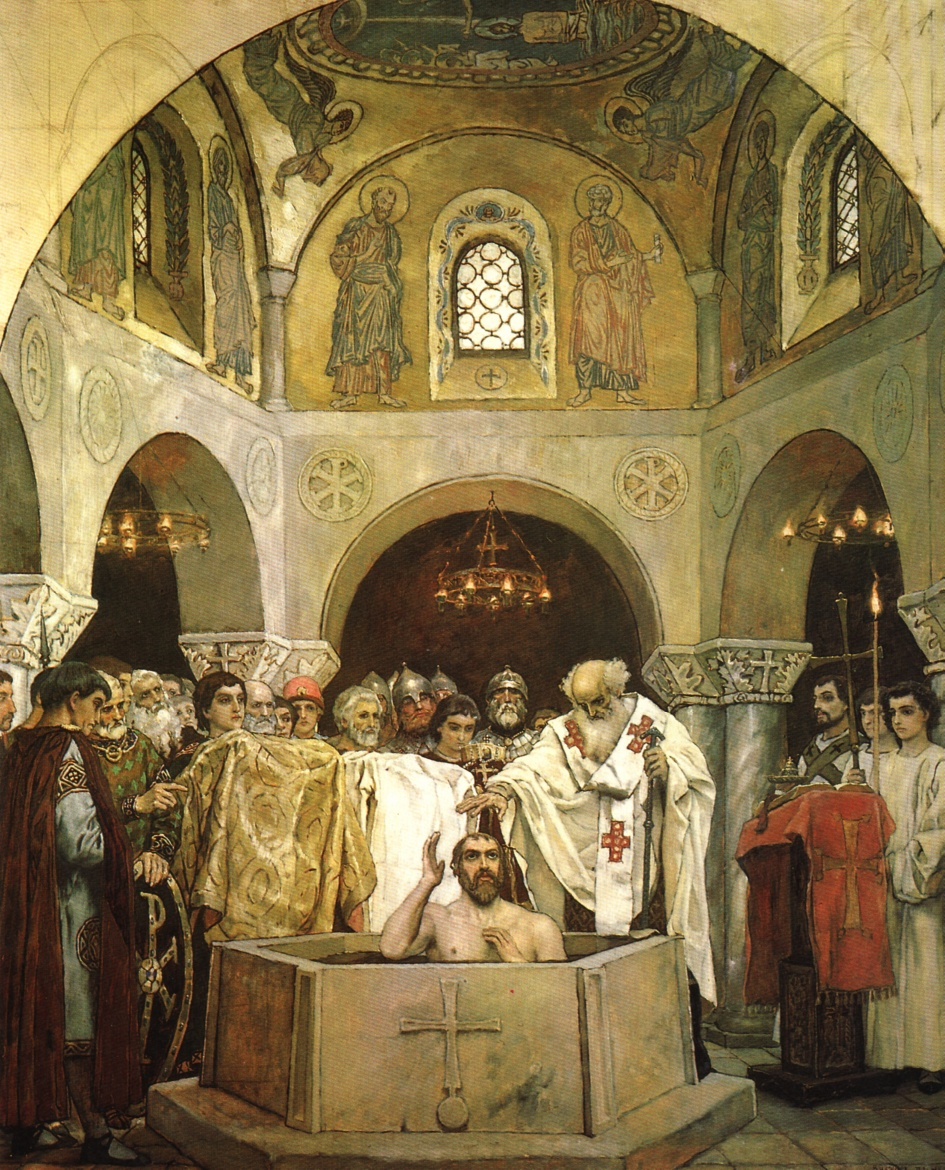
Хрещення князя Володимира. (Віктор Васнецов 1890).

Кри́жмо (через пол. kryżmo і чеськ. křižmo, «миро» від давн.в-нім. chrismo, що сходить до лат. chrisma — «миро», «помазання») — біле простирало або рушник, в яке обгортають при хрещенні людину одразу ж після триразового занурення у воду. Взагалі, за церковними правилами, це повинна бути біла нова одежина для немовлят або біла нова сорочка для дорослого. Але в наш час використовуються простиральце або світлий рушник.
Отці Церкви у своїх писаннях і богослужбових текстах іменують крижмо як одяг блискучою ризою, ризою царською, одягом нетління. Облачення в «ризу світло» після Хрещення знаменує, насамперед, повернення людини до цілісності і невинності, якими вона володіла в раю, відновлення її істинної природи, замутненої і спотвореної гріхом.
Під час Хрещення крижмо наділяється Божою благодаттю і повинне зберігатися в будинку у батьків хрещеного або у самого хрещеного, якщо він доросла людина.